# Hypnagogia
Hypnagogia è il sesto album della band funeral doom metal statunitense Evoken.

## Tracce
1. The Fear After – 9:18
2. Valorous Consternation – 8:20
3. Schadenfreude – 8:45
4. Too Feign Ebullience – 10:01
5. Hypnagogia – 3:49
6. Ceremony of Bleeding – 7:43
7. Hypnopompic – 2:11
8. The Weald of Perished Men – 10:09

## Membri
- John Paradiso - chitarra, voce
- Chris Molinari - chitarra
- Vince Verkay - batteria
- Dave Wagner - basso
- Don Zaros - tastiera